# Gilpinia hercyniae
Gilpinia hercyniae är en stekelart som först beskrevs av Hartig.  Gilpinia hercyniae ingår i släktet Gilpinia och familjen barrsteklar. Arten är reproducerande i Sverige. Inga underarter finns listade i Catalogue of Life.